# Tòng sự
Tùng sự (giản thể: 从事; phồn thể: 從事) hay Tòng sự, còn gọi là Tùng sự duyện (從事掾), Tùng sự viên (從事員), là một chức quan trong lịch sử phương Đông thời cổ đại.

## Lịch sử
Chức quan Tùng sự được nhắc tới đầu tiên ở bài Thập nguyệt chi giao, thuộc thiên Tiểu nhã, Kinh Thi: Mãnh miễn tùng sự, bất cảm cáo lao. (黽勉從事，不敢告勞)
Thời Hán, Tùng sự là chức quan phụ tá thuộc mạc phủ của Châu Thứ sử. Trong các châu có chức Biệt giá Tùng sự, Trị trung Tùng sự.
Cuối thời Đông Hán, do đặt lại chức Châu mục, cũng như do quyền lực của Thứ sử tăng lên, quyền trong tay Tùng sự cũng lớn hơn. Xuất hiện các chức Văn học Tùng sự, Khuyến học Tùng sự,...
Đến thời Tùy, chức Tùng sự bị xóa bỏ, đổi tên.